# Christian Olsson

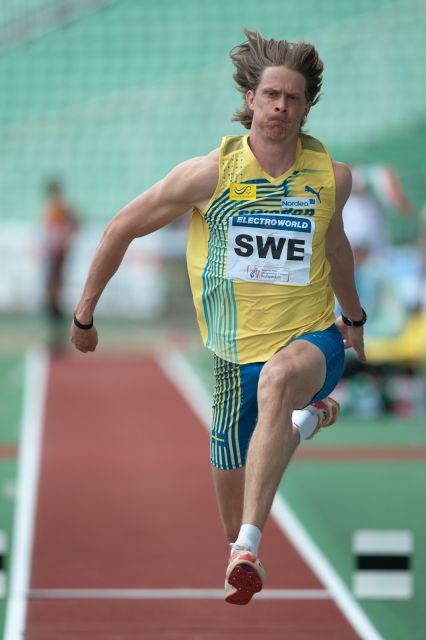
Christian Olsson bei der Leichtathletik-Team-Europameisterschaft 2010

Christian Olsson (eigentlich John Christian Bert Olsson; * 25. Januar 1980 in Göteborg) ist ein ehemaliger schwedischer Dreispringer. Er war Olympiasieger, Weltmeister und zweimal Europameister.

## Leben
Olsson begann seine Leichtathletiklaufbahn als Hochspringer und wurde in dieser Disziplin 1999 Junioreneuropameister mit 2,21 m. Als 15-Jähriger sah er bei den Weltmeisterschaften 1995 in seiner Heimatstadt Göteborg den britischen Dreispringer Jonathan Edwards Weltrekord mit 18,29 m springen, und damit begann seine Liebe zu dieser Sprungdisziplin, in der er 1999 ebenfalls Junioreneuropameister wurde.
Der Durchbruch als Dreispringer gelang ihm 2001 bei den Weltmeisterschaften in Edmonton, als er zum ersten Mal über 17 Meter sprang und die Silbermedaille gewann. Bei den Europameisterschaften 2002 in München konnte er dann zum ersten Mal sein großes Vorbild Edwards bezwingen und den Titel gewinnen. Bei den Weltmeisterschaften 2003 in Paris/Saint-Denis gewann er überlegen Gold.
Mit 17,83 m erzielte er bei den Hallenweltmeisterschaften 2004 in Budapest einen Hallenweltrekord, den er bis 2010 hielt. Vor den Olympischen Spielen 2004 in Athen galt er als der große Favorit auf Gold. Olsson konnte die Erwartungen erfüllen und gewann den Wettkampf mit seiner persönlichen Bestleistung von 17,79 m. Ein weiteres Saisonziel konnte er am 12. September 2004 verwirklichen, indem er auch den letzten Golden-League-Wettbewerb beim ISTAF in Berlin gewann und sich damit den Jackpot mit der 400-Meter-Läuferin Tonique Williams-Darling von den Bahamas teilen durfte. Sein Gewinn waren 500.000 US-Dollar.
Wegen einer Fußverletzung und einer notwendigen Operation im März 2005 konnte er nicht an den Weltmeisterschaften in Helsinki teilnehmen und somit seinen Titel nicht verteidigen. Im Jahr darauf gewann er die Goldmedaille bei den Europameisterschaften 2006 in seiner Heimatstadt Göteborg. Mit einer Weite von 17,67 m und einem Vorsprung von 46 Zentimetern vor dem Zweitplatzierten verteidigte Olsson souverän den Europameisterschaftstitel.
Aufgrund einer Muskelverletzung sagte Olsson seinen Start bei den Olympischen Spielen 2008 in Peking ab und verzichtete auf eine Titelverteidigung. Am 14. Mai 2012 gab Olsson, nach sechs Operationen und anhaltenden Problemen mit seinem rechten Fuß, seinen Rücktritt vom Leistungssport bekannt.
Olsson wurde 2003 und 2004 zu Europas Leichtathlet des Jahres gewählt. Er startete für den schwedischen Klub Örgryte IS und wurde seit 1999 trainiert von Yannick Tregaro. Er lebt seit 2002 in Monte Carlo und hatte bei 1,92 m Größe ein Wettkampfgewicht von etwa 74 kg.

## Persönliche Bestleistungen
- Dreisprung: 17,79 Meter, 22. August 2004 in Athen
  - Halle: 17,83 Meter, 7. März 2004 in Budapest
- Weitsprung: 7,69 Meter, 24. August 2002 in Helsinki
- Hochsprung: 2,24 Meter, 27. August 2002 in Göteborg
  - Halle: 2,28 Meter, 9. Februar 2001 in Göteborg